# Cool Climate Oenology and Viticulture Institute
Het Cool Climate Oenology and Viticulture Institute, afgekort CCOVI, (Nederlands: koel klimaat oenologie en wijnbouw instituut) aan de Brock University in het Canadese St. Catharines, Ontario, werd opgericht in 1996.
Het is een samenwerkingsverband van de WCO (Wine Council of Ontario) en een platform van druivenkwekers uit Ontario, het GGO (Grape Growers of Ontario)
Naast onderzoeksprogramma's biedt het academische ondersteuning aan het departement van biologische wetenschappen (Department of Biological Sciences). Ook kunnen studenten hier op deze specifieke tak van wetenschap afstuderen. Hoewel toegespitst op de wijnbouw in Canada ondersteunt het instituut ook andere wijnbouwlanden zoals de wijnbouw in Zweden en Denemarken.